# Bahnhof Nørreport

Nørreport ist ein Tunnelbahnhof im Zentrum der dänischen Hauptstadt Kopenhagen. Er ist der meistfrequentierte Bahnhof in ganz Dänemark mit ca. 300.000 Reisenden täglich.
Der Bahnhof ist nach dem Nørreport (deutsch Nordertor), einem ehemaligen Stadttor der Kopenhagener Stadtbefestigung, benannt. Die komplette Bahnhofsanlage befindet sich unterirdisch mit sechs Gleisen an drei Bahnsteigen, wovon jeweils ein Bahnsteig dem Regional- und Fernverkehr, der S-Bahn und der Metro dient. Die drei Strecken sind mit unterschiedlichen Systemen elektrifiziert, die S-Bahn-Gleise mit Fahrleitung und 1,65 kV Gleichspannung, die Ferngleise mit 25 kV Wechselspannung und 50 Hz und die Gleise der U-Bahn mit Gleichspannung über seitliche, von unten bestrichene Stromschienen.

## Geschichte
Die Station wurde am 1. Juli 1918 als Teil der Tunnelverbindung zwischen Københavns Hovedbanegård und Østerport eröffnet. Seit dem 15. Mai 1934 verkehren hier auf der ersten in Dänemark elektrifizierten Strecke auch S-Bahn-Züge (dän.: S-tog). Am 19. Oktober 2002 wurde der U-Bahnabschnitt der Metro eröffnet. Das viergleisige, alte Stationsbauwerk, welches in Südwest-Nordost-Richtung verläuft, wurde über Fußgängertunnel mit dem neuen U-Bahnsteig, der etwa im rechten Winkel dazu verläuft, verbunden. Die U-Bahn-Station war bis zum 29. Mai 2003 Endstation der Linien M1 und M2, bis der neue Abschnitt bis Frederiksberg eröffnet wurde.

## Metrostation
Die unterirdische U-Bahn-Haltestelle Nørreport liegt unterhalb des eigentlichen Bahnhofes. Die Station wird von den Linien M1 und M2 der Metro Kopenhagen bedient.
Die Station wurde am 19. Oktober 2002 für den neuerbauten U-Bahn-Abschnitt Vestamager–Nørreport eröffnet. Es bestehen Umsteigemöglichkeiten zu diversen Buslinien, dem S-tog, dem Fern- und dem Regionalverkehr.